# Hilda Murillo
Hilda Murillo Saavedra (Guayaquil, 15 de diciembre de 1951) es una cantante ecuatoriana, también conocida como “La Triunfadora de América”.

## Biografía
Hija de los artistas Fresia Saavedra, cantante y profesora de música,  y Washington Murillo, guitarrista y compositor, quienes la iniciaron en el interés por la interpretación musical. Cantando desde sus cuatro años de edad, a sus siete años grabó con la Orquesta América un disco de temas infantiles, más tarde cantaría junto a su madre Fresia Saavedra más canciones ecuatorianas. En su juventud estudió Medicina, pero se retiró cuando cursaba el tercer año para dedicarse a la actividad musical donde se inclinó por los géneros del pasillo, el bolero y la balada.
En 1973 fue declarada la Mujer del Año por la revista Vanidades, además de ser nombrada la mujer latina más exitosa por los cronistas en Nueva York. 
Hilda Murillo representó al Ecuador en el Festival OTI (1974) en México.
Murillo, también ha sido presentadora de televisión y presidenta de la Asociación de Artistas Profesionales del Guayas (Asapg). Su carrera continuó evolucionando, en el 2018 recibió un premio a su carrera musical por parte de los Premios de Boca en Boca, organizado por el canal TC en Guayaquil. En ese mismo año también presentó su disco Hilda Murillo para siempre.
Fue candidata a la Asamblea Nacional en representación del distrito 3 de Guayas por el Partido Social Cristiano en 2020,sin lograr alcanzar una curul.